# Galbula cyanicollis
Galbula cyanicollis  (лат.) — вид птиц из семейства якамаровых.
Вид распространён в бассейне Амазонки. Встречается в Бразилии, на востоке Перу и севере Боливии. Его естественной средой обитания являются тропические и субтропические влажные низменные леса.
Мелкая птица, длиной 19—22 см. Клюв длинный, прямой и заострённый, желтоватого цвета. Верхняя часть тела ярко-зелёная с синим оттенком на щеках, по боковым сторонам шеи и затылка. Макушка головы и лоб серовато-коричневые. Нижняя часть тела красновато-коричневая. Половой диморфизм не наблюдается.
Питается насекомыми.